# Piero del Pollaiuolo

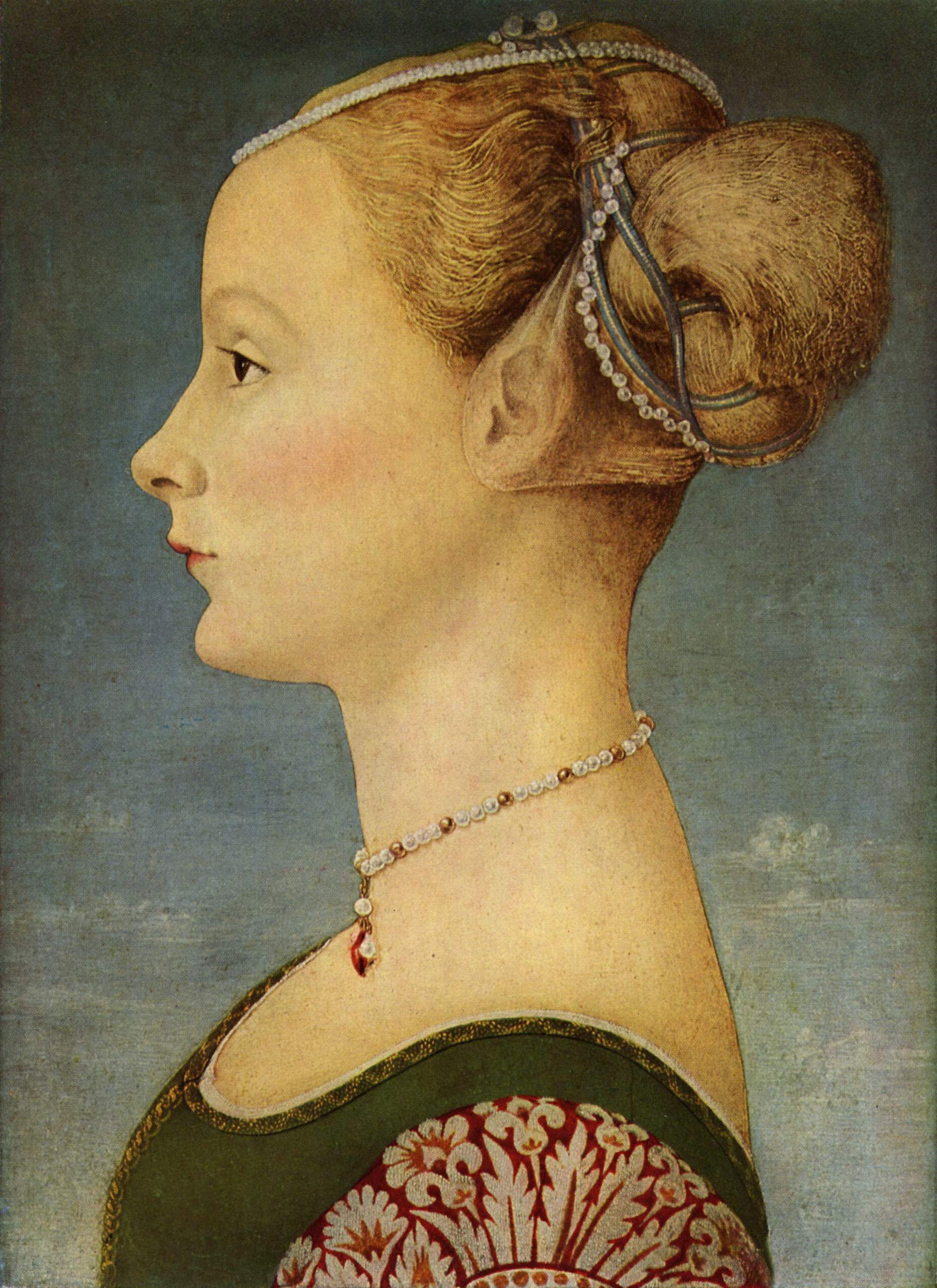
Portret dziewczyny Piero del Pollaiolo, Museo Poldi Pezzoli, Mediolan

Piero del Pollaiolo, znany też jako Piero Benci (ur. 1443 we Florencji, zm. 1496 w Rzymie) – włoski rzeźbiarz i malarz renesansowy.

## Życiorys
Wraz z bratem Antonio Pollaiuolo, pracował przy nagrobkach papieży – Sykstusa IV i Innocentego VIII w rzymskiej bazylice św. Piotra.
Giorgio Vasari zawarł biogram Piera del Pollaiuola w swoim dziele Żywoty najsławniejszych malarzy, rzeźbiarzy i architektów.

## Obrazy artysty
- Portret dziewczyny – olej na panelu, Museo Poldi Pezzoli, Mediolan
- Tobiasz z archaniołem Rafałem – ok. 1460–1469, deska, Galleria Sabauda, Turyn
- Męczeństwo św. Sebastiana – 1475, olej na płótnie, 291,5 × 202,6 cm National Gallery w Londynie
- Portret kobiety – ok. 1480, tempera na desce 48,9 × 35,2 cm Metropolitan Museum of Art